# 王林 (气功师)
王林（1952年5月6日—2017年2月10日），江西省萍乡市芦溪县人，自稱“气功师”，1995年取得香港居留权。王林于20世纪90年代通过气功成名，后逐渐与众多官员、明星、企业家交往，扩大自己的影响力。2013年7月《新京报》报道王林与众多高官、富商、名人合影，引发关注。后被江西芦溪县公安局以涉嫌非法持有枪支立案调查。2013年王林逃至香港，将自己比作斯诺登，2014年12月16日王林再次逃到香港躲避巨额债务。2015年7月15日，王林在深圳因涉嫌绑架杀人被萍乡警方带走，而其案情仍处于调查之中。后因病转入医院监管治疗，2017年2月10日因多器官功能衰竭死亡，终年64岁。
王林自称用气功能做到“空盆来蛇”、“轻功悬空提水行”、“空杯来酒”、“纸灰复原”、“凌空题辞”等所谓的“绝活”，及为外国首脑高官治病的“特异功能”，魔术界揭穿王林的气功表演实际上是魔术。1992年3月31日，王林在江西省体委的陪同下进京参加了中央六人测试小组的测试。时任《人民日报》科技记者的陈祖甲在场见证了多次这样的测试，他回忆，在王林之前没有一个测试是成功的，许多气功师拒绝接受测试，但是王林欣然接受测试。他成了全国首个通过国家级人体科学鉴定组鉴定的“气功师”，他的档案编号“001”。 网络上大量质疑王林是骗子，及利用气功的名义敛财的的声音。但也有部分人在网络上对王林进行赞美，辩护，声称王林是中国气功界的代表人物，中华瑰宝。这些赞美王林的人被王林的反对者质疑是王林用钱雇佣的网络写手。王林声称是气功师，却没有说出练的是什么门派的气功，及真凭实据的证明。
媒体曾展示他出版相册中和许多明星、官员、企业家的合照，其中包括李双江、马云、赵薇、成龙、王祖贤、利智、曾荫权、何鸿燊、吴官正、钱其琛、李瑞环、贾庆林、曾庆红、刘志军、朱明国、李冰冰、李湘、王菲、李亚鹏、周迅、费翔、刘大印、蒋大为、刘晓庆、朱军、李连杰、童非、陈坤、葛军、刘芳菲、江泽玲等，这些合照让他在网络大出风头。他亦被称为萍乡首富，其府邸“王府”极其豪华。

## 时代背景
中国20世纪80年代至90年代，中国官方曾掀起一股研究人体特异功能的热潮，而中国官方又常常将人体特异功能与中国气功相提并论，因而中国民间相应出现“气功潮”，甚至在官方和科学界，这一热潮都得到了重视和认同。例如，1986年成立的中国人体科学研究会由张震寰将军任理事长，钱学森教授任名誉理事长，1988年成立的世界医学气功学会由卫生部崔月犁部长任会长。清华大学两位研究者还做了气功影响分子结构的实验。当时涌出了一批“气功大师”，王林就是其中的一个。
1992年3月31日，王林在江西省体委的陪同下进京参加了中央六人测试小组的测试。时任《人民日报》科技记者的陈祖甲在场见证了多次这样的测试，他回忆，在王林之前没有一个测试是成功的，许多气功师拒绝接受测试，但是王林接受测试。他成了全国首个通过国家级人体科学鉴定组鉴定的“气功师”，他的档案编号“001” （页面存档备份，存于）。

## 早年经历
王林自称7岁离家，峨眉山拜道士学艺。他学艺回来上山下乡，因“破坏农业学大寨”，“文革”时被关进监狱。自称服刑期间为了救两个不该死的杀人犯，越狱一次被抓回后加刑。平反后出狱，在深圳开公司，拿到香港身份后回到家乡。但是与他一同服刑的狱友声称王林在牢里常因说大话被揍得鼻青脸肿。他会把子虚乌有的事说得天花乱坠。

## 出名
新京报2013年7月22日发表了了文章《隐秘“大师”王林的金钱王国》。气功“大师”王林因此迅速红遍网络。网友纷纷揭密王林的“特异功能”属于初级魔术，王林因此也改口称空杯变酒等举动为“传统戏法”，不再称为“气功”。

## 质疑

### “保佑”高官
王林曾许诺给刘志军弄一块靠山石，经他发功的靠山石可以“保你一辈子不倒”，2013年7月北京法院判处刘志军死刑，缓期二年执行，没收个人全部财产。
原江西省政协副主席、省委统战部部长宋晨光曾任用王林为高级顾问。宜春锦绣山庄一位前负责人透露，宋遇官场事务甚至人事任免时多与王林交流，甚至靠王林算卦提供依据。并数次叮嘱，若王大师前来山庄须以最高规格接待。山东法院于2012年4月判决认定宋晨光犯受贿罪，判处死刑，缓期二年执行，没收个人全部财产。

### 恐吓媒体及质疑者
因《新京报》2013年7月22日发表了文章《隐秘“大师”王林的金钱王国》，王林打电话给该报记者，斥责其“收钱报道”。记者解释是客观报道，未收钱。王林则说“我告诉你，你不得好死，你们全家都不得好死”。
因著名学者司马南对王提出了质疑，王林在接受媒体采访时说：“你司马南吃几碗饭，敢和我叫板？我用气功隔几十米都能戳死你。”司马南则公开回应称，这话“有点硬，有点力度，有点盖中盖服多了的感觉”。并表态称：“王林先生如果您决意戳死我，我在北京随时恭候阁下前来。如果等您不来，不排除我在媒体记者陪同之下，到江西萍乡王府大门口接受您的亲自检验。”

## 评价
司马南认为王林的表演的技巧来看很拙劣。但是不能否认王林善于分析普通人的心理且特别善于和大人物打交道——王林一旦与名人有所接触，就留下各种名人的合影。他也不像有的气功师一样办班直接收钱，他挣有钱人的钱。而他有钱以后，就介入当地一种非法集资，放高利贷，利用官场的腐败来直接牟利。但是也利用做慈善的方式进一步扩大自己的知名度，这种慈善其实是打着慈善旗号的一种广告宣传。
据中国大陆媒体分析，那些跟王林合影的大人物，不一定是相信王林的气功，而是看中了王林的人脉关系，通过王林可以结交更多的达官贵人，这样做生意、办事及赚钱会更加方便。王林实际上起到了掮客的作用，通过王林可以组成庞大的关系网。

## 刑事指控
2015年7月，王林因涉嫌绑架并杀害其曾经的关门弟子邹勇而被警方带走。而根据媒体报道，王林还涉嫌以下罪名：非法行医、受贿、重婚、赌博、偷税、非法持有枪支和诈骗。2017年1月12日，抚州中院做出裁定，由于王林患有血管炎，已经在重症监护室救治，无法出庭，对王林中止审理，并采取取保候审措施。2017年2月10日，王林的辩护律师陈有西透露，当天早晨王林出现心跳骤停，正在抢救中。2017年2月10日16时17分，王林因患ANCA相关性血管炎、自體免疫性周围神经炎，导致多器官功能衰竭，经抢救无效在医院死亡。
2015年10月18日，中国公安机关向媒体透露，参与办案的江西当地民警钟某与王林前妻、情妇勾结，干扰办案，并收受王林前妻、情妇贿赂；《南方都市报》记者刘某在跟踪采访此案中，涉嫌参与了上述活动。有关案件已由中国公安部直接办理。